# Virgil Ghiță
Virgil Ghiță (n. 4 iunie 1998, Pitești, România) este un fotbalist român, care joacă pe post de fundaș la Cracovia în Ekstraklasa. Pe plan internațional, are prezențe la națională pentru România Sub-21, România Sub-17, România și România U23⁠(d).